# Calze Verdi B.C.
Il Calze Verdi B.C. è stata una squadra di baseball con sede a Casalecchio di Reno, in provincia di Bologna.

## Storia
Nate nel 1949, le Calze Verdi divennero presto la principale realtà del baseball bolognese e lo rimasero per tutti gli anni cinquanta, disputando sei campionati di massima serie. Retrocessero nel 1959, quindi si fusero con l’ACLI Tigers per formare l’ACLI Bologna, squadra che rimase in Serie A fino al 1962 e si unì a sua volta con la Fortitudo nel 1963.
Nel frattempo a Casalecchio, con la scomparsa delle Calze Verdi, erano nate due nuove squadre, la Libertas Aurora ed il Casalecchio Baseball Club: la prima giocò sempre in Serie C, tranne una singola annata in B; la seconda fu invece attiva solo a livello giovanile. Quando le due società si fusero nel 1970, nacque il Nuove Calze Verdi Baseball Club. Dopo diversi anni tra B e C, la squadra ritrovò la Serie A nel 1989, retrocesse subito, ma fu promossa per due volte consecutive fino in A1. Seguirono però due nuove retrocessioni, dopo le quali la società si sciolse.

## Sponsor
- 1976: Rodeo Jeans
- 1978: Italricambi
- 1981: Banca del Monte
- 1983-1984: Wodka Wiborowa
- 1986-1988: Prontacasa
- 1989: Fanton
- 1990: Residende Elite
- 1991: Eurobuilding
- 1992: Poliedil
- 1993: Olio Sapio

## Impianti di gioco
Negli anni ‘50 a Casalecchio venne costruito il secondo stadio di baseball in Italia, dopo quello di Villa Borghese a Nettuno, su progetto dell’ingegnere Giuseppe Ghillini. L’impianto fu in seguito intitolato ad Umberto Nobile.
Agli anni ‘80 risale lo stadio "Leandro Veronesi", realizzato in base alle nuove regole dimensionali. Entrambi i diamanti di gioco sono oggi stati riconvertiti in campi da calcio.